# Charadrius
Genre
Le genre Charadrius comprend 11 espèces d'oiseaux appartenant à la famille des Charadriidae. Il s'agit de limicoles de petite taille, souvent appelés gravelots (littéralement qui « vivent sur les grèves »).

## Liste des espèces
D'après la classification de référence (version 14.1, 2024)de l'Union internationale des ornithologues, il y a 11 espèces du genre Charadrius (ordre philogénique) :
- Charadrius vociferus Linnaeus, 1758 – Pluvier kildir ;
- Charadrius hiaticula Linnaeus, 1758 – Pluvier grand-gravelot ;
- Charadrius semipalmatus Bonaparte, 1825 – Pluvier semipalmé ;
- Charadrius melodus Ord, 1824 – Pluvier siffleur ;
- Charadrius cucullatus Vieillot, 1818 – Pluvier à camail ;
- Charadrius forbesi (Shelley, 1883) – Pluvier de Forbes ;
- Charadrius tricollaris Vieillot, 1818 – Pluvier à triple collier ;
- Charadrius melanops Vieillot, 1818 – Pluvier à face noire ;
- Charadrius novaeseelandiae Gmelin, JF, 1789 – Pluvier de Nouvelle-Zélande ;
- Charadrius dubius Scopoli, 1786 – Pluvier petit-gravelot ;
- Charadrius placidus Gray, JE & Gray, GR, 1863 – Pluvier à long bec ;

Depuis 2024 et la mise à jour 14.1 de l'Union internationale des ornithologues, la systématique de la famille des Charadriidae a été revue et 25 espèces qui portaient le genre Charadrius, ont vu leur genre changer (principalement vers le genre Anarhynchus). Trois espèces ont vu leur genre changer vers le genre Charadrius ce qui fait que le genre Charadrius est passé de 33 espèces à 11 espèces.
Liste des espèces transférées du genre Charadrius vers le genre Anarhynchus :
- Charadrius asiaticus – Pluvier asiatique
- Charadrius veredus – Pluvier oriental
- Charadrius atrifrons – Pluvier du Tibet
- Charadrius mongolus – Pluvier de Mongolie
- Charadrius leschenaultii – Pluvier de Leschenault
- Charadrius bicinctus – Pluvier à double collier
- Charadrius obscurus – Pluvier roux
- Charadrius wilsonia – Pluvier de Wilson
- Charadrius collaris – Pluvier d'Azara
- Charadrius montanus – Pluvier montagnard
- Charadrius alticola – Pluvier de la puna
- Charadrius falklandicus – Pluvier des Falkland
- Charadrius thoracicus – Pluvier à bandeau noir
- Charadrius pecuarius – Pluvier pâtre
- Charadrius sanctaehelenae – Pluvier de Sainte-Hélène
- Charadrius ruficapillus – Pluvier à tête rousse
- Charadrius nivosus – Pluvier neigeux
- Charadrius pallidus – Pluvier élégant
- Charadrius peronii – Pluvier de Péron
- Charadrius marginatus – Pluvier à front blanc
- Charadrius javanicus – Pluvier de Java
- Charadrius alexandrinus – Pluvier à collier interrompu
- Charadrius dealbatus – Pluvier de Swinhoe

Le Pluvier d'Urville a vu la création d'un genre monospécifique, le genre Zonibyx.
Le Pluvier guignard devient le Guignard d'Eurasie et change de genre pour retrouver le genre monotypique Eudromias.